# 小行星7983
小行星7983（7983 Festin）是一颗绕太阳运转的小行星，为主小行星带小行星。该小行星于1980年3月16日发现。

## 轨道参数
小行星7983的轨道半长轴为2.1609020 UA，离心率为0.038。